# Hinokitiol
Hinokitiol (-thujaplicin) là một monoterpenoid tự nhiên được tìm thấy trong gỗ của cây thuộc họ Cupressaceae. Đây là một tropolone phái sinh và một trong những thujaplicins.
Hinokitiol được sử dụng rộng rãi trong các sản phẩm chăm sóc và điều trị răng miệng vì tác dụng chống vi rút phổ rộng, kháng khuẩn và chống viêm. Hinokitiol là một Ionophore Kẽm và Sắt, ngoài ra, nó còn được phê duyệt là phụ gia thực phẩm.
Tên của Hinokitiol bắt nguồn từ thực tế ban đầu nó được phân lập ở hinoki Đài Loan vào năm 1936. Nó thực sự gần như không có ở hinoki Nhật Bản trong khi nó chứa nồng độ cao (khoảng 0,04% khối lượng gỗ tâm) trong gỗ Juniperuscedrus, gỗ Hiba (Thujopsitorolabrata) và tuyết tùng đỏ phương Tây (Thujaplicata). Nó có thể dễ dàng được chiết xuất từ gỗ tuyết tùng với dung môi và siêu âm.
Hinokitiol có cấu trúc liên quan đến tropolone, thiếu nhóm thế isopropyl. Tropolones là tác nhân chelating nổi tiếng.

## Hoạt động kháng khuẩn
Hinokitiol có một loạt các hoạt động sinh học, nhiều trong số đó đã được khám phá và đặc trưng trong văn học. Đầu tiên, và được biết đến nhiều nhất, là hoạt động kháng khuẩn mạnh mẽ chống lại nhiều vi khuẩn và nấm, bất kể kháng kháng sinh.
Cụ thể, Hinokitiol đã được chứng minh là có hiệu quả chống lại Streptococcus pneumoniae, Streptococcus mutans và Staphylococcus Aureus, mầm bệnh phổ biến ở người.
Ngoài ra, Hinokitiol đã được chứng minh là có tác dụng ức chế đối với Chlamydia trachomatis và có thể hữu ích về mặt lâm sàng như một loại thuốc bôi.

### Hoạt tính chống vi-rút
Nhiều nghiên cứu gần đây đã chỉ ra rằng Hinokitiol cũng chứng minh hành động chống vi-rút khi được sử dụng kết hợp với hợp chất kẽm chống lại một số loại vi-rút ở người bao gồm rhovovirus, coxsackievirus và mengovirus.
Chữa nhiễm virus có khả năng gặt hái lợi ích kinh tế lớn và phải có tầm quan trọng khủng khiếp đối với các tổ chức toàn cầu như Tổ chức Y tế Thế giới. Bằng cách làm suy yếu quá trình xử lý polyprotein của virus, Hinokitiol ức chế sự nhân lên của virus - tuy nhiên, khả năng này phụ thuộc vào sự sẵn có của các ion kim loại hóa trị hai, vì Hinokitiol là một chất thải của chúng. Sự hiện diện của kẽm kết hợp với Hinokitiol hỗ trợ các khả năng này và được thảo luận dưới đây.

## Các hoạt động khác
Ngoài hoạt động kháng khuẩn phổ rộng, Hinokitiol còn sở hữu các hoạt động chống viêm và chống khối u, đặc trưng trong một số nghiên cứu tế bào in vitro và nghiên cứu trên động vật in vivo. Hinokitiol ức chế các dấu hiệu và con đường viêm chủ chốt, chẳng hạn như TNF-a và NF-kB, và khả năng điều trị các tình trạng viêm mạn tính hoặc tự miễn đang được khám phá. Hinokitiol đã được tìm thấy gây độc tế bào trên một số dòng tế bào ung thư nổi bật bằng cách gây ra các quá trình tự kỷ.

### Nghiên cứu coronavirus
Tác dụng chống virut tiềm tàng của Hinokitiol phát sinh từ hoạt động của nó như là một ionophore kẽm. Hinokitiol cho phép dòng ion kẽm tràn vào tế bào, ức chế bộ máy sao chép của virus RNA và sau đó ức chế sự nhân lên của virus. Một số virus RNA đáng chú ý bao gồm virus cúm ở người, SARS. Các ion kẽm có thể ức chế đáng kể sự nhân lên của virus trong các tế bào và chứng minh rằng hành động này phụ thuộc vào dòng kẽm. Nghiên cứu này được thực hiện với pyrithione kẽm ionophore, có chức năng rất giống với Hinokitiol.
Trong nuôi cấy tế bào, hinokitiol ức chế virut rhovirus ở người, coxsackievirus và nhân lên mengovirus. Hinokitiol can thiệp vào quá trình xử lý polyprotein của virus, do đó ức chế sự nhân lên của picornavirus. Hinokitiol ức chế sự sao chép của picornavirus bằng cách làm suy yếu quá trình xử lý polyprotein của virus và hoạt tính chống vi-rút của hinokitiol phụ thuộc vào sự sẵn có của các ion kẽm.

### Sắt ionophore
Hinokitiol đã được chứng minh là khôi phục sản xuất huyết sắc tố ở loài gặm nhấm. Hinokitiol hoạt động như một ionophore sắt để chuyển sắt vào các tế bào, làm tăng nồng độ sắt nội bào. Khoảng 70% chất sắt ở người được chứa trong các tế bào hồng cầu và đặc biệt là protein huyết sắc tố. Sắt rất cần thiết cho hầu hết các sinh vật sống và nó là yếu tố quan trọng của một số chức năng giải phẫu như hệ thống vận chuyển oxy, tổng hợp axit deoxyribonucleic (DNA) và vận chuyển điện tử và thiếu sắt có thể dẫn đến rối loạn máu như Anemia, có thể gây bất lợi đáng kể cho cả hiệu suất thể chất và tinh thần.

## Kẽm hiệp đồng
Hinokitiol là một ionophore kẽm và khả năng này được cho là ức chế sự nhân lên của virus. Tóm lại, là một ionophore kẽm, Hinokitiol hỗ trợ trong việc vận chuyển các phân tử vào tế bào thông qua màng plasma hoặc màng nội bào, do đó làm tăng nồng độ nội bào của phân tử được chỉ định (ví dụ Kẽm). Do đó, bằng cách tận dụng các đặc tính chống vi-rút của Kẽm, kết hợp với Hinokitiol, sự hấp thu kẽm có thể được đẩy nhanh.

### Nghiên cứu ung thư
Trong nuôi cấy tế bào và nghiên cứu trên động vật, hinokitiol đã được chứng minh là có tác dụng ức chế sự đo lường và có tác dụng chống tăng sinh đối với tế bào ung thư.

### Thiếu kẽm
Thiếu kẽm đã được chứng minh ở một số tế bào ung thư và trả lại mức kẽm tối ưu trong tế bào có thể dẫn đến ức chế sự phát triển của khối u. Hinokitiol là một Zinc Ionophore được ghi nhận, tuy nhiên vào thời điểm này cần nhiều nghiên cứu hơn để thiết lập nồng độ hiệu quả của các phương pháp phân phối cho Hinokitiol và Zinc.
- "Tác dụng của kẽm trong chế độ ăn uống đối với sự phát triển của khối u ác tính và di căn thực nghiệm..."[32]
- "Thiếu kẽm cung cấp nhiên liệu cho sự phát triển ung thư thực quản bằng cách tạo ra một dấu hiệu viêm khác biệt..."[33]
- "Mối liên quan giữa nồng độ kẽm huyết thanh và ung thư phổi: phân tích tổng hợp các nghiên cứu quan sát..."[34]
- "Tiến trình nghiên cứu về mối quan hệ giữa thiếu kẽm, microRNA liên quan và ung thư biểu mô thực quản..."[35]

## Sản phẩm có chứa Hinokitiol
Hinokitiol được sử dụng rộng rãi trong một loạt các sản phẩm tiêu dùng bao gồm: mỹ phẩm, kem đánh răng, thuốc xịt miệng, kem chống nắng & mọc tóc. Một trong những thương hiệu hàng đầu trong việc bán các sản phẩm hinokitiol tiêu dùng là Hinoki Clinical.
Hinoki lâm sàng (est. 1956) được thành lập ngay sau khi 'khai thác công nghiệp đầu tiên của hinokitiol' bắt đầu vào năm 1955. Hinoki, hiện có hơn 18 dòng sản phẩm khác nhau với thành phần hinokitiol. Một thương hiệu khác, cụ thể là 'Cứu trợ cuộc sống', đã tự hào với hơn một triệu doanh số với kem đánh răng 'Dòng răng' của họ có chứa hinokitiol.
Các nhà sản xuất đáng chú ý khác của các sản phẩm dựa trên hinokitiol bao gồm Dược phẩm Otsuka, Dược phẩm Kobayashi, Dược phẩm Taisho, Dược phẩm SS. Bên cạnh châu Á, các công ty như Swanson Vit Vitamin® đang bắt đầu sử dụng hinokitiol trong các sản phẩm tiêu dùng tại các thị trường như Hoa Kỳ Swanson Vitamin Vitamin US. Truy cập ngày 19 tháng 5 năm 2020</ref> và Úc dưới dạng huyết thanh chống oxy hóa và trong các nỗ lực khác.
Năm 2006, hinokitiol được phân loại trong Danh sách các chất trong nước ở Canada là không bền, không tích lũy sinh học và không độc hại đối với các sinh vật dưới nước. Các Nhóm môi trường làm việc (EWG), một nhóm nhà hoạt động Mỹ, đã dành riêng một trang để các hinokitiol thành phần chỉ ra rằng nó là 'nguy hiểm thấp' trong các lĩnh vực như "Dị ứng & Immunotoxicity", "Ung thư" & "Phát triển & sinh sản Độc tính " cho Hinokitiol điểm 1-2.
Trái ngược với điểm số của Hinokitiol, Propylparaben, một thành phần vẫn được bán trong nhiều loại nước súc miệng khác nhau, thể hiện độc tính lớn và mối lo ngại nguy hiểm. Propylparaben đã được Ủy ban châu Âu về sự gián đoạn nội tiết tố coi là một người gây rối loạn nội tiết ở người trong số những mối quan tâm khác khiến nó ở mức 4 - 6 trên trang web EWG.

### Bác sĩ ZinX
Vào ngày 02 Tháng Tư năm 2020, trước Nanotek, một nhà sản xuất Australia oxit kẽm, đã đệ đơn xin cấp bằng sáng chế liên kết với AstiVita Limited, cho một thành phần chống virus bao gồm các sản phẩm chăm sóc răng miệng khác nhau chứa hinokitiol như một quan trọng thành phần. Thương hiệu hiện đang kết hợp phát minh mới này được gọi là Dr ZinX và có khả năng phát hành kết hợp Zinc + Hinokitiol vào năm 2020.
Vào ngày 18 tháng 5 năm 2020, Tiến sĩ ZinX đã công bố kết quả xét nghiệm cho một thử nghiệm đình chỉ định lượng để đánh giá hoạt động của virut trong khu vực y tế. trả lại mức giảm '3,25 log' (giảm 99,9%) cho nồng độ gọn gàng trong 5 phút chống lại COVID-19 thay thế Feline Coronavirus. Kẽm là một chất bổ sung và nguyên tố vi lượng cần thiết trong cơ thể. Trên toàn cầu, người ta ước tính rằng 17,3% dân số có lượng kẽm không đủ.

### Tương lai đầy hứa hẹn
Bắt đầu từ những năm 2000, các nhà nghiên cứu đã nhận ra rằng hinokitiol có thể có giá trị như một loại dược phẩm, đáng chú ý là ức chế vi khuẩn Chlamydia trachomatis.
Nhà hóa học Martin Burke và các đồng nghiệp tại Đại học Illinois tại Urbana mật Champaign và tại các tổ chức khác đã phát hiện ra một công dụng y tế quan trọng đối với hinokitiol. Mục tiêu của Burke là khắc phục sự vận chuyển sắt không đều ở động vật.
Sự thiếu hiệu quả của một số protein có thể dẫn đến thiếu sắt trong các tế bào (thiếu máu) hoặc tác dụng ngược lại, Hemochromatosis.
Sử dụng các nền văn hóa nấm men bị suy giảm gen làm chất thay thế, các nhà nghiên cứu đã sàng lọc một thư viện các phân tử sinh học nhỏ để tìm dấu hiệu vận chuyển sắt và do đó phát triển tế bào. Hinokitiol xuất hiện như một trong đó phục hồi chức năng tế bào.
Nhóm nghiên cứu tiếp theo đã thiết lập cơ chế giúp hinokitiol phục hồi hoặc giảm sắt tế bào. Sau đó, họ chuyển nghiên cứu sang động vật có vú và phát hiện ra rằng khi loài gặm nhấm được chế tạo thiếu protein sắt sắt được cho ăn hinokitiol, chúng đã lấy lại được sự hấp thu sắt trong ruột. Trong một nghiên cứu tương tự trên cá ngựa vằn, phân tử đã khôi phục sản xuất Hemoglobin.
Một bài bình luận về công việc của Burke et al. biệt danh hinokitiol là phân tử sắt Iron Man. Điều này phù hợp / mỉa mai vì tên của người khám phá Nozoe có thể được dịch sang tiếng Anh với tên là Iron iron man.
Nghiên cứu quan trọng cũng đã được thực hiện trong các ứng dụng uống của Hinokitiol do nhu cầu ngày càng tăng đối với các sản phẩm uống dựa trên Hinokitiol. Một nghiên cứu như vậy, liên kết với 8 tổ chức khác nhau ở Nhật Bản, có tiêu đề: "Hoạt động kháng khuẩn của Hinokitiol chống lại cả hai loại vi khuẩn gây bệnh kháng kháng sinh và có thể chấp nhận được mà chiếm ưu thế trong khoang miệng và Upper Airways" đã đưa ra kết luận rằng "hinokitiol có tác dụng kháng khuẩn. một phổ rộng của vi khuẩn gây bệnh và có độc tính tế bào thấp đối với các tế bào biểu mô của con người. "